# Wu Dao

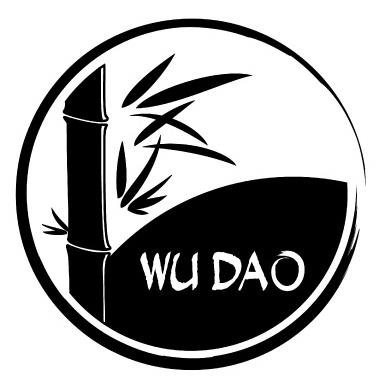
Logo de l'école du Wu Dao

Le Wu Dao (« la voie martiale ») est un art martial contemporain français de sources chinoises et vietnamiennes, fondé par Alexis Quillio.
La transcription en pinyin/quốc ngữ et idéogramme est : 
wǔ  đạo
武 道

## Historique
De racine sino-vietnamienne, le nom Wu Dao associe terminologie chinoise : Wǔ (武) et vietnamienne : Đạo. Le terme Wu désigne, entre autres en chinois : l'aspect martial, la danse, le mouvement harmonieux. Dao est un terme vietnamien désignant le chemin, la voie ; il correspond au Tao (道) chinois, au Do japonais. Wǔ Đạo signifie la voie martiale, la voie du mouvement harmonieux.
L'école WU DAO est née d'une scission de l'école Việt Vũ Đạo. L’origine du nom Wu Dao suit les origines du Việt Vũ Đạo dont le terme Vũ viendrait de la déformation du mot chinois wŭ (五), cinq, relatif à une légende selon laquelle la naissance du Vu Dao remonterait à l’époque Ming (XVe siècle) et à la mise en commun du savoir de cinq experts en arts martiaux dans la province de Phuoc Tuy au sud du pays dans le but de faire face à l’occupant chinois (1407-1428), leur savoir réunit, ils ont alors initié les habitants de la province. C’est ainsi qu’avec la participation du peuple, dans tout le pays les Ming furent vaincus et Lê Lợi se proclama roi. Ces cinq maîtres étaient chacun spécialisés dans l’étude d’une « arme », l’un connaissait le combat à main nue, un autre le maniement du fléau, un autre le maniement du bâton, un le maniement du sabre et le dernier possédait une grande intelligence et une connaissance de la philosophie. Avec la déformation du terme Wu en Vu, l’idée de danse ou de discipline du mouvement imprègne l’école du Vu Dao. 
Le Vũ s’est à nouveau déformé pour devenir Wǔ, avec sa signification martiale et en gardant l’idée du mouvement harmonieux dans la pratique. À noter que ce terme "wu"  écrit différemment (donc son écriture idéogramme et le contexte) peut aussi porter un sens de chamanisme, comme de "vide", rappelant que le wu dao peut référer à ce travail mystique de lien avec la nature, l'univers, en écho au taoïsme.
Il faut préciser que cet art martial a été fondé par Alexis Quillio, alors expert au Việt Vũ Đạo, qui décida de créer et développer sa propre transmission de pratique martiale. Alexis Quillio à ce jour est le responsable technique de l'école Wu Dao, et le dirigeant en sa qualité de fondateur, et de président de la fédération.

## Principes
Si le Wu Dao tient à préserver l'esprit authentique et traditionnel d'une pratique martiale, et sa gestuelle, le Wu Dao vise l'Homme éveillé comme acte créateur. Le Wu Dao invite le pratiquant à découvrir son corps et son esprit, à en développer le potentiel, dans une perspective pérenne d'épanouissement de soi et de préservation de la santé. Le Wu Dao intègre des principes philosophiques  : Accomplir son tội giết người et disparaître.
Ainsi, les grandes valeurs présentes sont le respect, le courage, la persévérance, la confiance et l’humilité. On retrouve aussi l’importance de la transmission, du partage. Conforme à l'esprit d'impermanence, le Wu Dao tient à préserver l’évolution de la pratique : ainsi ce qui a été peut s'enrichir naturellement de modifications et d'apports par ceux qui sont à la fois les gardiens et les guides de la pratique Wu Dao.

## Tenue
La tenue du Wu Dao concrétise l’influence taoïste sur la pratique de par l’utilisation des symboles duong et am (yin et yang). En effet cette tenue se compose d’une veste blanche proche du ciel (am ou yang) et d’un pantalon noir proche de la terre (duong ou yin) et symboliserait donc l’union du ciel et de la terre, du am et du duong, porté par le pratiquant du Wu Dao.
L'écusson du Wu Dao est généralement porté sur la veste, du côté gauche, symboliquement le côté du cœur.
Il renferme l'évocation du lien avec la nature, du yin et du yang, et de l'impermanence.

## Grades
Pour différencier les pratiquants il n’existe que trois ceintures différentes dans le Wu Dao auxquelles s’ajoutent les grades décernés après la ceinture noire, les Dang.
La ceinture blanche : c’est la première ceinture du pratiquant, celle du débutant ou du novice. Il la porte du début de sa pratique jusqu’à l’obtention de la ceinture noire. Pendant cette période c’est à l'instructeur de juger la progression et les étapes franchies par l’élève. Après une certaine période et quand l'instructeur juge qu’il est prêt l’élève peut passer les épreuves afin d’obtenir la ceinture noire.
La ceinture noire : elle marque une nouvelle étape dans la pratique, la fin du noviciat et signifie que le pratiquant possède un certain nombre de connaissances techniques et théoriques. Après la ceinture noire, la progression est marquée par le passage des Dang au nombre de huit, qui symbolisent l’avancée dans la pratique et au sein de l'école (et son engagement), et qui sont représentés par le marquage de points blancs à l’extrémité droite de la ceinture.
La ceinture blanche et noire : à partir du cinquième Dang, la ceinture est noire d’un côté et blanche de l’autre.

## Pratique
Le Wu Dao se compose d'aspects variés visant à développer aussi bien le mental que le physique. 
Le fondateur Alexis Quillio fait au Wu Dao résurgences de ses différentes pratiques : Việt Vũ Đạo, kyudo, lutte, tai ji quan, qi gong, yoga.  Ces différentes disciplines se fondent pour n'en former qu'une et créent ainsi le Wu Dao dans un état d'esprit intégratif. 
On trouve dans la pratique des exercices d’échauffement et de travail du corps dont le but est le renforcement musculaire, l’amélioration de la souplesse, de l’endurance, de la coordination, de la résistance, de l’équilibre ou encore de la mobilité.
La partie technique comprend des techniques offensives et défensives à travailler seul et à plusieurs, ces techniques utilisent les pieds, poings, balayages, piques et tranchants de la main, paumes, coudes, projections, clefs, casses et ciseaux.
Il y a également les enchainements codifiés qui consistent à travailler individuellement un ensemble de techniques et de déplacement. 
Le Wu Dao consiste en un travail externe, mais aussi interne, la partie interne comprend des exercices sur la respiration, des exercices énergétiques, et de la méditation.
La pratique du Wu Dao aborde également le travail du maniement des armes, qui sont le bâton, le fléau, et le sabre.

## Sources
- Alexis Quillio, Le Passage, Les Editions de l'Eveil.
- Maurice G. Nguyen Cong Tot, Đạo, Édition arts et traditions du pays des Viets.
- Tran Thi Hao, Une introduction à la connaissance du Vietnam, L’Harmattan.